# Лосаламоска национална лаборатория
Лосаламоската национална лаборатория (на английски: Los Alamos National Laboratory, LANL) или Национална лаборатория в Лос Аламос, е изследователски институт на Министерството на енергетиката на Съединените щати, разположен в близост до град Лос Аламос в щата Ню Мексико, САЩ. Основната мисия на LANL (между 1947 и 1981 г. Los Alamos Scientific Laboratory) е да осигурява научна и инженерна подкрепа на програмите за национална сигурност.
Лабораторията работи и върху ядреното неразпространение и сигурността на границите, енергийната и инфраструктурната сигурност и противодействието на ядрени и биологични терористични заплахи. В нея се извършва научноизследователска и развойна дейност, проектиране, поддръжка и тестване в подкрепа на запасите от ядрени оръжия, както и теоретични и приложни изследвания и разработки в научни области като материалознание, физика, наука за околната среда, енергетика и здравеопазване.
В LANL работят около 10 хил. пряко назначени служители и още около 3000 назначени по договори за изпълнители. Около 1/3 от изследователите на института са физици, а останалите 2/3 са системни инженери, изследователи в областите изчислителна математика, химия и биология. В изследванията участват и студенти.

## По-важни дати
- 1943 г. – Научната лаборатория в Лос Аламос е създадена с цел проектиране и изграждане на атомна бомба
- 16 юли 1945 г. – с взривяването на имплозивна плутониева бомба на около 320 км от Лосаламоската лаборатория, където е разработена, е извършен първият в света ядрен опит, наречен „Тринити“
- 1981 г. – Лабораторията е преименувана на Национална лаборатория в Лос Аламос